# Клуціс Карл Індрикович
Карл Індрикович Клуціс (жовтень 1884, садиба Руен Ліфляндської губернії, тепер Латвія — розстріляний 16 березня 1938, місто Горький, тепер Нижній Новгород, Російська Федерація) — радянський діяч. Член ВЦВК. Член Центральної контрольної комісії ВКП(б) у 1925—1927 роках.

## Життєпис
Народився в жовтні 1884 року в селянській родині.
Активний учасник першої російської революції 1905—1907 років у Латвії. Член Латиської соціал-демократичної робітничої партії з 1905 по 1907 рік.
З лютого 1911 по 1915 рік — модельник заводі «Мантень» та «Фельзер» у Ризі. Під час наступу німецьких військ у Балтиці в 1915 році разом із заводом «Фельзер» був евакуйований до Нижнього Новгорода, де продовжував працювати до квітня 1924 року.
Член РСДРП(б) з квітня 1917 року.
У квітні 1924 — грудні 1937 року — контролер, майстер модельного цеху, завідувач металургійного відділу, завідувач чавуноливарного відділу, начальник модельного цеху заводу «Двигатель Революции» в місті Нижньому Новгороді (Горькому).
3 грудня 1937 року заарештований органами НКВС. Військовою колегією Верховного суду СРСР 16 березня 1938 року засуджений до страти, розстріляний того ж дня в місті Горькому.
Посмертно реабілітований.